# Eclarita
L'eclarita és un mineral de la classe dels sulfurs. Rep el nom pel professor Eberhard Clar (1904-1995), geòleg austríac de la Universitat de Viena, Àustria.

## Característiques
L'eclarita és una sulfosal de fórmula química (Cu,Fe)Pb9Bi₁₂S28. Va ser aprovada com a espècie vàlida per l'Associació Mineralògica Internacional l'any 1982. Cristal·litza en el sistema ortoròmbic. La seva duresa a l'escala de Mohs es troba entre 2,5 i 3,5.
Segons la classificació de Nickel-Strunz, l'eclarita pertany a «02.H - Sulfosals de l'arquetip SnS, amb Cu, Ag, Fe, Sn i Pb» juntament amb els següents minerals: aikinita, friedrichita, gladita, hammarita, jaskolskiïta, krupkaïta, lindströmita, meneghinita, pekoïta, emilita, salzburgita, paarita, giessenita, izoklakeïta, kobellita, tintinaïta, benavidesita, jamesonita, berryita, buckhornita, nagyagita, watkinsonita, museumita i litochlebita.

## Formació i jaciments
Va ser descoberta a la mina Bärenbad, a la localitat de Scharnbachgraben, dins la serralada d'Hohe Tauern, a l'estat de Salzburg, Àustria. També ha estat descrita en altres indrets com Finlàndia, Noruega, Suïssa, Romania, Eslovàquia, la República Popular de la Xina, el Japó i els estats nord-americans de Carolina del Nord i Arizona.